# Wufang Shang Di

Diagramme de Wufang Shangdi provenant de Huainanzi.

Dans la religion chinoise, l'idée des cinq manifestations de Shangdi, ou Wufang Shang Di, remonte à la dynastie Shang. Celles-ci sont considérées comme cinq incarnations différentes de Shangdi que sont l'empereur jaune, l'empereur bleu-vert, l'empereur noir, l'empereur rouge, et l'empereur blanc.